# Askersund
Askersund je grad u središnjoj Švedskoj u županiji Örebro.

## Stanovništvo
Prema podacima o broju stanovnika iz 2005. godine u gradu živi 3.937 stanovnika.

## Vanjske poveznice
- Službena stranica grada

### Ostali projekti
|  | Zajednički poslužitelj ima još gradiva o temi Askersund |